# Kommunistische Partei (Serbien)
Die Kommunistische Partei (abgekürzt KP; serbisch Комунистичка партија Komunistička partija) war eine 2010 entstandene Partei in Serbien.

## Geschichte
Die Partei ging aus der Vereinigung von Teilen der Neuen Kommunistischen Partei Jugoslawiens mit der Sozialdemokratischen Partei der Vojvodina hervor.
Bei der Gründung der Partei gehörte der Enkel des ehemaligen jugoslawischen Staatschefs Tito, Josip Joška Broz, zu den Mitbegründern.
Am 23. Januar 2022 wurde die Partei zugunsten der Neugründung der Partei Serbische Linke aufgelöst.

## Politische Ziele
Die Partei orientierte sich an der Ausrichtung des Bundes der Kommunisten Jugoslawiens von vor 1990 und bezog sich somit ausdrücklich positiv auf den Titoismus, was sie von der ebenfalls in Serbien aktiven Neuen Kommunistischen Partei Jugoslawiens unterschied.
In ihrem Wahlprogramm von 2012 verkündete die Partei folgende Ziele:
- neue Lebensqualität
- Ökonomische Modernisierung
- Europäische Integration
- Vereinigung der Gesellschaft

## Wahlergebnisse
Bei der Parlamentswahl 2012 erhielt die Kommunistische Partei, die mit einer Liste von 60 Kandidaten antrat, 28.977 Stimmen oder 0,74 % und verpasste damit den Einzug ins Parlament.
Bei der Parlamentswahl 2014 trat sie mit einer gemeinsamen Liste mit der Montenegrinischen Partei an, die 6.388 Stimmen oder 0,18 % erhielt.
Bei der Parlamentswahl 2016 beteiligte sich die Partei an einer Wahlliste mit der Sozialistischen Partei Serbiens, der Partei Einiges Serbien und den Grünen, die auf 11,28 % der Stimmen und 29 Sitze kam, darunter einer für die Kommunistische Partei, und sich anschließend an den Regierungen Vučić II und Brnabić I beteiligte.
Bei der Parlamentswahl 2020 trat die Kommunistische Partei erneut mit dieser Wahlliste an, die 10,38 % der Stimmen und 32 Sitze erhielt, darunter einer für die Kommunistische Partei, und am Kabinett Brnabić II beteiligt war.